# Kageronia orbiticola
Kageronia orbiticola är en dagsländeart som först beskrevs av Arnold Girard Kluge 1986.  Kageronia orbiticola ingår i släktet Kageronia, och familjen forsdagsländor. Enligt den svenska rödlistan är arten nära hotad i Sverige. Arten förekommer i Nedre Norrland och Övre Norrland. Artens livsmiljö är sjöar och vattendrag, våtmarker, skogslandskap.